# Orthochromis luongoensis
Orthochromis luongoensis är en fiskart som först beskrevs av Greenwood och Kullander, 1994.  Orthochromis luongoensis ingår i släktet Orthochromis och familjen Cichlidae. IUCN kategoriserar arten globalt som starkt hotad. Inga underarter finns listade i Catalogue of Life.